# Jamie Anderson (snowboardster)
Jamie Louise Anderson (South Lake Tahoe, 13 september 1990) is een Amerikaanse snowboardster. Ze vertegenwoordigde haar vaderland op de Olympische Winterspelen 2014 in Sotsji.

## Carrière
Bij haar wereldbekerdebuut, in augustus 2009 in Cardrona, scoorde Anderson direct haar eerste wereldbekerpunten. Anderson veroverde de zilveren medaille op de WSF wereldkampioenschappen snowboarden 2012 in Oslo. Op 11 januari 2013 boekte de Amerikaanse in Copper Mountain haar eerste wereldbekerzege.
Anderson won in haar carrière drie keer goud op de Winter X Games. Op 9 februari 2014 werd Anderson olympische kampioene op het onderdeel slopestyle. Vier jaar later prolongeerde ze met succes haar olympische titel in Pyeongchang en werd ze tweede in de Big Air.

## Resultaten

### Olympische Winterspelen
| Jaar | Plaats      | Resultaten |
| ---- | ----------- | ---------- |
| 2014 | Sotsji      | Slopestyle |
| 2018 | Pyeongchang | Slopestyle |
| 2018 | Pyeongchang | Big Air    |

### Wereldkampioenschappen
| WSF  | WSF       | WSF        |
| Jaar | Plaats    | Resultaten |
| ---- | --------- | ---------- |
| 2012 | Oslo      | Slopestyle |
| FIS  |           |            |
| Jaar | Plaats    | Resultaten |
| 2019 | Park City | Slopestyle |

### Wereldbeker
Eindklasseringen
| Seizoen   | Algm   | HP  | BA   | SBS    |
| --------- | ------ | --- | ---- | ------ |
| 2009/2010 | 123e   | 50e | –    | –      |
| 2012/2013 | 15e    | –   | –    | Zilver |
| 2013/2014 | 8e     | –   | –    | 4e     |
| 2015/2016 | Goud   | –   | Goud | Goud   |
| 2016/2017 | Zilver | –   | 5e   | Goud   |
| 2017/2018 | 21e    | –   | 25e  | 6e     |
| 2018/2019 | –      | –   | –    | –      |
| 2019/2020 | 10e    | –   | 13e  | 8e     |

Wereldbekerzeges
| Datum            | Plaats               | Onderdeel  |
| ---------------- | -------------------- | ---------- |
| 11 januari 2013  | Copper Mountain      | Slopestyle |
| 19 augustus 2013 | Cardrona             | Slopestyle |
| 22 augustus 2015 | Cardrona             | Slopestyle |
| 13 februari 2016 | Quebec               | Big air    |
| 21 februari 2016 | Bokwang Phoenix Park | Big air    |
| 17 december 2016 | Copper Mountain      | Big air    |
| 4 februari 2017  | Mammoth Mountain     | Slopestyle |
| 4 september 2017 | Cardrona             | Slopestyle |
| 1 februari 2020  | Mammoth Mountain     | Slopestyle |
| 22 januari 2021  | Laax                 | Slopestyle |